# Xã Cockrell, Quận Chariton, Missouri
Xã Cockrell (tiếng Anh: Cockrell Township) là một xã thuộc quận Chariton, tiểu bang Missouri, Hoa Kỳ. Năm 2010, dân số của xã này là 174 người.